# Congregazione del Sacro Cuore di Gesù
La Congregazione del Sacro Cuore di Gesù (in latino Congregatio Sacratissimi Cordis Iesu) è un istituto religioso maschile di diritto pontificio: i membri di questa congregazione clericale, detti comunemente Padri di Timon David, pospongono al loro nome le sigle S.C.J. o T.D.

## Storia

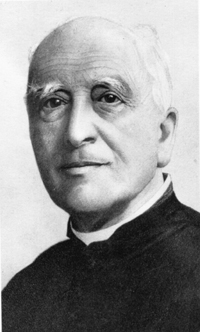
J.M. Timon David, fondatore della congregazione

L'istituto venne fondato dal sacerdote di Marsiglia Joseph-Marie Timon David (1823-1891): membro dell'istituto dell'Opera della Gioventù di Jean-Joseph Allemand, ebbe l'idea di istituire il ramo clericale della congregazione ma Eugène de Mazenod, vescovo di Marsiglia, il 20 novembre 1852 gli consentì di dare inizio a una famiglia religiosa autonoma, interamente dedicata all'assistenza della gioventù operaia.
L'istituto, detto in origine dei Fratelli del Sacro Cuore, ebbe da papa Pio IX il titolo di Società del Sacro Cuore di Gesù Bambino: assunse l'attuale nome il 4 giugno 1964.
La congregazione ricevette il breve di lode da Pio IX il 14 febbraio 1862 e venne approvata definitivamente dalla Santa Sede l'8 luglio 1876.

## Attività e diffusione
I Padri di Timon David si dedicano soprattutto all'educazione ed all'istruzione cristiana della gioventù.
Sono presenti in varie località francesi (Marsiglia, Nîmes, Montpellier, Béziers) ed era presente a Roma, presso la parrocchia di San Cirillo Alessandrino; la sede generalizia è in boulevard de la Libération a Marsiglia.
Al 31 dicembre 2005, la congregazione contava 9 case e 35 religiosi, dei quali 29 sacerdoti.